# Улица Заньковецкой (Киев)
У́лица Занькове́цкой (укр. ву́лиця Занькове́цької) — улица в Печерском районе города Киева, местность Липки. Пролегает от улицы Архитектора Городецкого до Лютеранской улицы.
Примыкает улица Станиславского.

## История
Улица возникла в 90-е годы XIX века и носила название Меринговская — от фамилии профессора Киевского университета Фридриха Меринга, по территории усадьбы которого проложили улицу. С 1933 года — улица Фирдоуси, в честь классика иранской литературы X—XI веков Фирдоуси. Современное название в честь актрисы М. К. Заньковецкой — с 1944 года.

## Памятники архитектуры
- дом № 4 — доходный жилой дом в стиле историзм (1913—1914), архитектор П. Андреев.
- дом № 5/2 — жилой дом, второе здание кооператива «Советский врач». Возведён в 1931—1936 годах в стиле конструктивизм архитектором П. Алёшиным при участии архитектора А. Колесниченко.
- дом № 6 — доходный жилой дом в стиле модерн (1914 г.)
- дом № 7 — жилой дом 1904 года. Возведён архитектором А. Вербицким в стиле модерн.
- дом № 8 — театр Киевского военного округа (не сохранился; последняя реконструкция и расширение в 1938 году, архитектор И. Каракис)
- дом № 10/7 — жилой дом 1901 года. Возведён архитектором Н. Казанским в стиле историзм. В 1950 году здание было реконструировано по проекту архитектора Б. Приймака.

## Выдающиеся личности, связанные с улицей Заньковецкой
- В здании № 3/1 в 1920-х годах проживал Осип Мандельштам.
- В здании № 4 в 1951—1960 годах проживал артист И. С. Паторжинский.
- В здании № 5/2 жили искусствовед, ректор Киевского художественного института И. Врона (1950-е годы), поэтесса Н. Забила (1950—1980-е годы), архитектор Е. Катонин (1940—1950-е годы), академик АН УССР А. Макарченко (1950-е годы), академик АН УССР М. Пасечник (1960-е годы — 1996), писатель Ю. Смолич (1952—1976 годы).
- В здании № 7 проживали поэтесса Анна Ахматова (1910 или 1911 г.) и писатель Д. Прилюк (1976—1987 годы)